# Monte Roberto
Monte Roberto település Olaszországban, Marche régióban, Ancona megyében. Lakosainak száma 3027 fő (2023. január 1.). Monte Roberto Cupramontana, Jesi, San Paolo di Jesi, Castelbellino és Maiolati Spontini községekkel határos.

## Népesség
A település lakossága az elmúlt években az alábbi módon változott:
| Lakosok száma | 3075 | 3088 | 3027 |
|               | 2017 | 2018 | 2023 |